# Andreï Mouraviov
Pour les articles homonymes, voir Mouraviov.
Andreï Nikolaïevitch Mouraviov (Андре́й Никола́евич Муравьёв), né le 30 avril (12 mai) 1806 à Moscou et mort le 18 (30 août) 1874 à Kiev (Empire russe), est un historien de l'Église, dramaturge, poète et voyageur, qui fut également pèlerin en Terre sainte et membre d'honneur de l'Académie impériale des sciences (1836). C'est le frère puîné du comte Mouraviov-Vilenski (1796-1866), du général Mouraviov-Karsski (1794-1866) et du général Alexandre Mouraviov (1792-1863).

## Biographie
Andreï Mouraviov est le fils de Nikolaï Nikolaïevitch Mouraviov (1768-1840), mathématicien et général-major et de son épouse, née Alexandra Mikhaïlovna Mordvinova (1768-1809). Il étudie auprès de Semion Raïtch (qui fut professeur de Lermontov) et traduit dans sa jeunesse l'Énéide et Le Télémaque de Fénelon. Il publie ses premiers vers dans La Lyre du Nord de Raïtch. Il se destine comme ses frères à la carrière militaire, mais passe en avril 1828 un examen à l'université de Moscou qui lui permet d'entrer en août au Collège des Affaires étrangères. Pendant la Guerre russo-turque de 1828-1829, il fait connaissance à Choumla de Khomiakov, puis il fait en 1829-1830 un pèlerinage en Terre sainte, et visite donc Alexandrie, Le Caire, Jérusalem et les Lieux Saints et retourne par Chypre, Smyrne et Constantinople. Son Voyage en Terre Sainte en 1830 qui paraît en 1832 lui donne un renom auprès du public cultivé.
En passant par Alexandrie Mouraviev apprend que deux sphinx provenant de la tombe du pharaon Amenhotep III sont en vente. Il s'empresse de prévenir l'ambassadeur de Russie de l'opportunité. Son courrier arrive jusqu'au Tsar et à l'Académie des beaux-arts de Saint-Pétersbourg. Mais le temps que sa lettre parvienne et que les formalités soient accomplies le marchand anglais avait conclu un vente avec la France. Comme dans ce pays se déroulait la révolution de Juillet 1830  l'affaire ne fut finalement pas conclue avec les Français  et les Russes réussirent à faire l'acquisition des deux sphinx qui sont aujourd'hui installés depuis deux siècles au Quai aux sphinx à Saint-Pétersbourg.   
Mouraviov est nommé ober-sekretar au Saint-Synode et joue un rôle important à l'été 1836 dans la destitution de l'ober-prokuror Netchaïev (1792-1860) qui est remplacé par le comte Protassov (1798-1855), comptant lui-même devenir ober-prokuror par la suite. À partir de 1842, Mouraviov est membre de présence commune au département de l'Asie du ministère des Affaires étrangères. Il déménage à Moscou au début des années 1850 après avoir été hébergé dans une aile du château d'Ostankino (près de Moscou) appartenant au comte Chérémétiev (1803-1871). Il prend sa retraite en 1866 et s'installe à Kiev près de la cathédrale Sainte-Sophie, où il est enterré.
Après avoir visité en 1850 l'ancien monastère de la Nouvelle-Sion de Myra en Asie mineure qui était alors complètement en ruines, il est à l'origine de la restauration de son église et de l'étude d'un projet d'installation d'une communauté russe orthodoxe qui est relayé ensuite par le comte Ignatiev et Vassili Khitrovo. Ce monastère avait été autrefois jusqu'en 1087 le lieu de sépulture de saint Nicolas.
Ses publications furent les premières concernant le domaine spirituel à rencontrer un grand succès auprès de la haute société en Russie. Il a étudié et répandu dans les sphères cultivées l'histoire du patriarche Nikon.
C'était un proche du patriarche Philarète et également un connaisseur et ardent défenseur de la liturgie.

## Œuvres
- «Таврида» [Tauride] (Moscou: 1827; recueil de poésies; 2е éd, Saint-Pétersbourg: Naouka, 2007)
- «Путешествие ко Святым местам в 1830 году» [Voyage en Terre Sainte en 1830]
- «Письма о богослужении Восточой кафолической церкви» [Lettres sur la liturgie de l'Église catholique orientale] (Moscou: 1836; onze rééditions, traduction dans presque toutes les langues européennes)
- «История российской церкви» [Histoire de l'Église russe] (1838)
- «Сношения России с Востоком по делам церковным» [Les Relations de la Russie avec l'Orient à propos des affaires ecclésiastiques] (1860)
- «Путешествие по святым местам русским» [Voyage sur les lieux saints russes] (1836, réédition 1990) Version numérisée
- «Жития святых Российской Церкви, также иверских и славянских» [Vies des saints de l'Église russe, ainsi que des saints ibériens et slaves] (1859)
- «Первые IV века христианства» [Les Premiers quatre siècles de la chrétienté] (Saint-Pétersbourg: 1840)
- «Правда вселенской церкви о Римской и прочих патриарших кафедрах» [Le Droit de l'Église universelle à propos des sièges romain et patriarcaux] (Saint-Pétersbourg: 1841 et 1849)
- «Письма с Востока в 1849—50 годах» [Lettres d'Orient (1849-1850)] (Saint-Pétersbourg: 1851)
- «Слово кафолического православия Римскому католичеству» [La Parole de l'orthodoxie catholique à la catholicité romaine] (Moscou: 1852 et 1853)
- «Раскол, обличаемый своею историей» [Le Schisme, réprouvé par son histoire] (Saint-Pétersbourg: 1854)
- (fr) «Question religieuse d’Orient et d’Occident» (trois séries, Moscou: 1856, Saint-Pétersbourg: 1858—1859)
- «Битва при Тивериаде, или Падение крестоносцев в Палестине», [La Bataille de Tibériade, ou la Chute des croisés en Palestine] tragédie (1832)
- Акафист Андрею Первозванному [Acathiste à saint André]